# Vihanti (stacja kolejowa)
Vihanti (fiń. Vihannin rautatieasema, skrót: Vti) – stacja kolejowa w gminie Vihanti w regionie Ostrobotnia Północna w Finlandii. Znajduje się na linii kolejowej Oulu – Seinäjoki. Otwarta w 1886 roku. W 2008 roku obsłużyła 51 tysięcy pasażerów.